# GS-Tuning

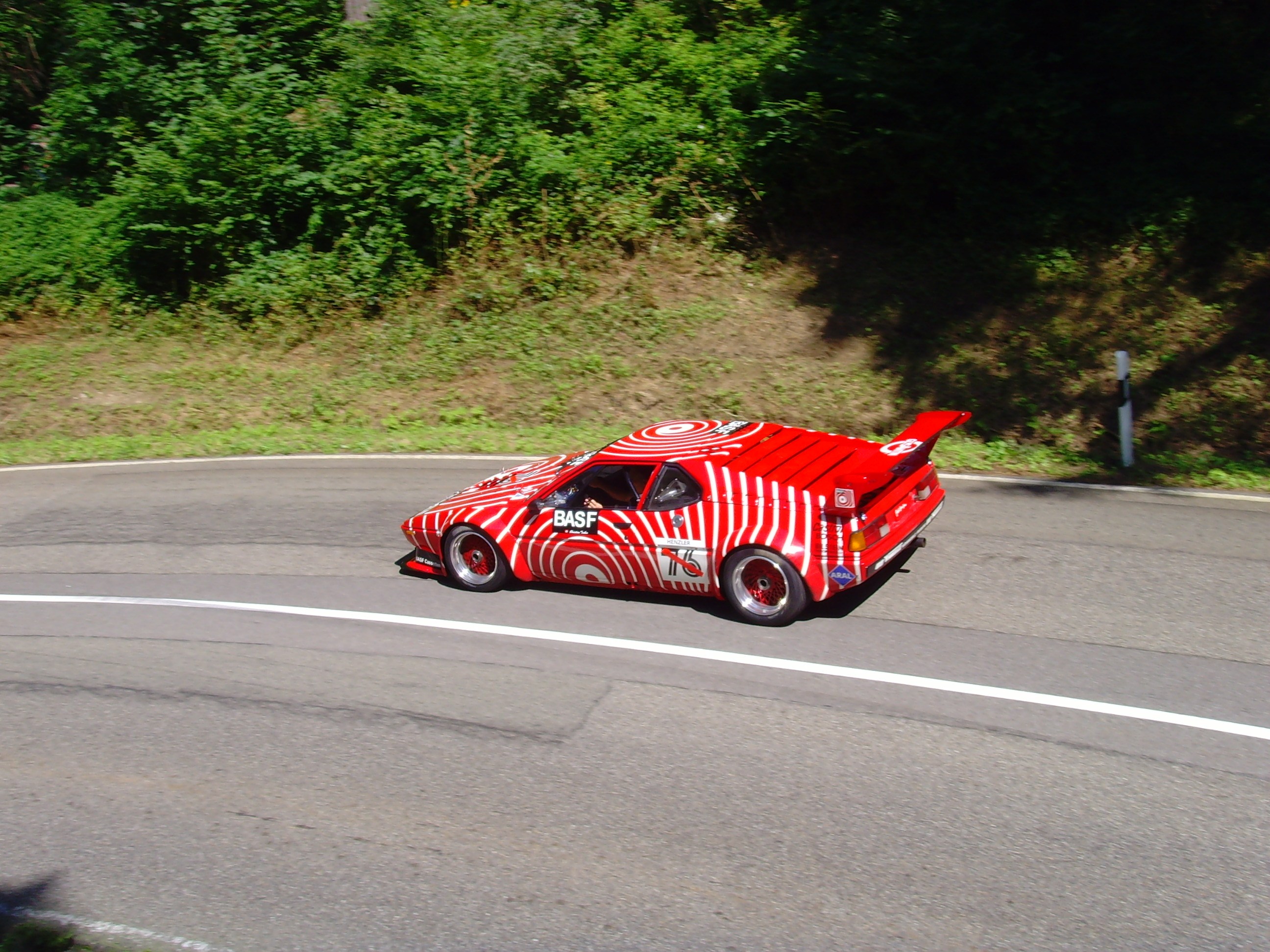
Der BMW M1 den GS-Tuning in der Procar-Serie einsetzte.

GS-Tuning war von 1968 bis 1983 ein deutsches Rennsportteam. Es stellte
1980 mit Hans Heyer den deutschen Meister in der Deutschen Rennsport-Meisterschaft. Das Team bildete in den 1980er-Jahren die Basis für den Schweizer Rennstall Brun Motorsport.

## Geschichte
Im Jahr 1968 entstand das Unternehmen GS-Tuning aus dem Freiburger Autohaus Gerhard Schneider, das damals südbadischer BMW-Haupthändler war. Aufgrund der Rennsportbegeisterung des Inhabers wurde 1970 eine Sportabteilung gegründet. Diese war im Industriegebiet von Gundelfingen angesiedelt, einer unmittelbar an Freiburg angrenzenden Gemeinde. Schon bald konnten Erfolge im Bergrenn- und Rundstreckensport verbucht werden. Dazu wurde ein großes Angebot an Fahrzeugumbauten (insbesondere des BMW-Modells 2002) und Motorsport-Zubehör präsentiert.

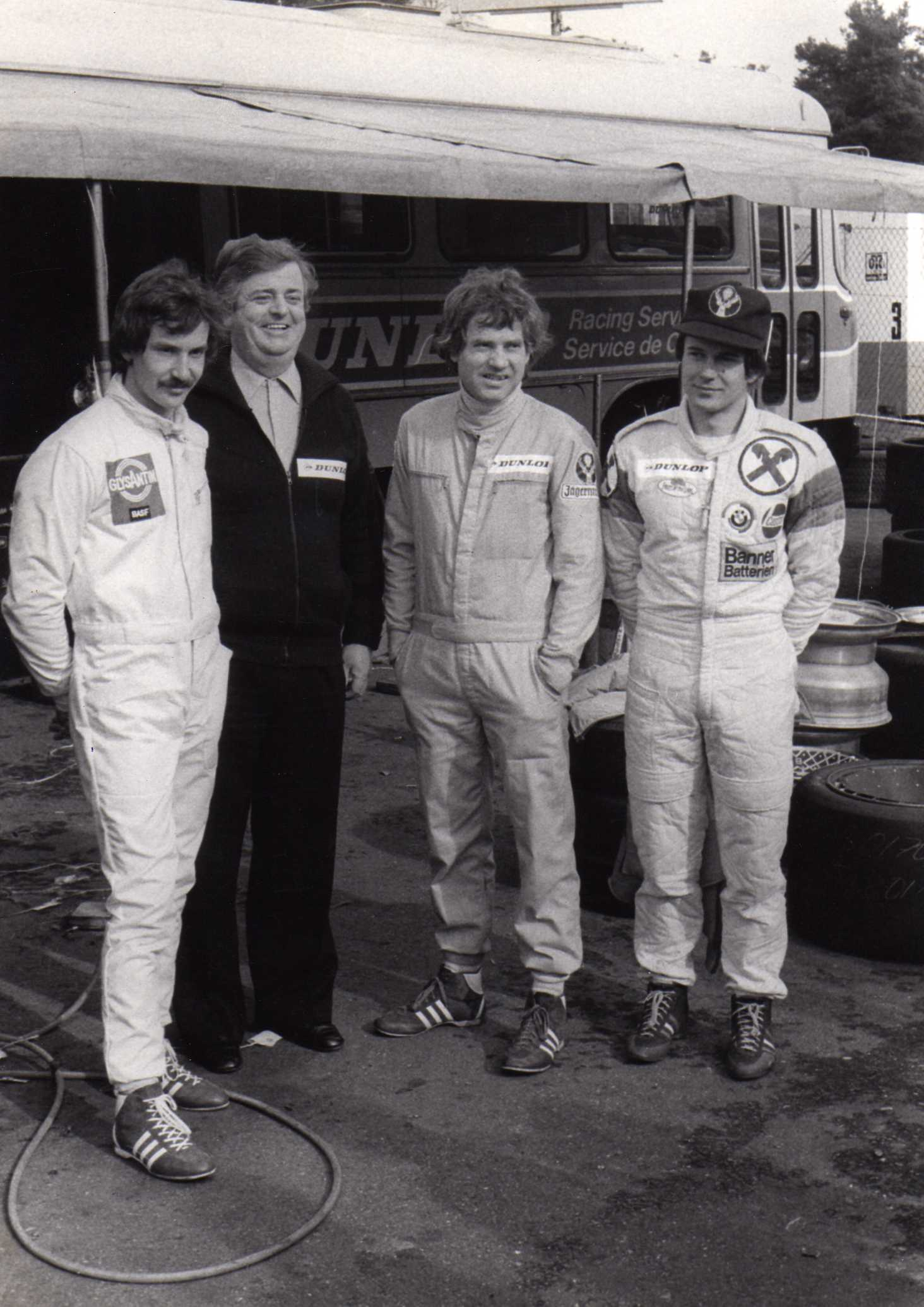
Von links nach rechts: Die GS Tuning Fahrer im Jahre 1979, Hans-Georg Bürger, der Chef – Gerhard Schneider, Eckhard Schimpf, Markus Höttinger, nicht im Bild ist Wolfgang Braun. Das GS Tuning Team fuhr die Saison 1979 mit 4 BMW-Fahrzeugen, und in diesem Jahr wurde der erste Turbomotor von BMW im Fahrzeug von Markus Höttinger getestet und gefahren.

Als 1972 der BMW-Entwicklungsingenieur und Rennfahrer Dieter Basche Mitgesellschafter des Autohauses wurde, eröffneten sich dem Unternehmen neue Möglichkeiten zur Expansion, auch durch den ebenfalls neu hinzugekommenen Kraftfahrzeugtechniker Randlinger, der als Formel-2-Motorenspezialist den Freiburgern ab 1973 die Verwendung von Vierventilmotoren (von BMW und Schnitzer) mit fast 280 PS ermöglichte. Ab 1974 konnte das Unternehmen Europa-Möbel als Hauptsponsor sowie Jörg Obermoser als Fahrer für die Deutsche Rennsport-Meisterschaft gewinnen. Trotz großer Erfolge in dieser Rennserie wurde der Titel bis 1980 meistens knapp verpasst, auch als 1975 Warsteiner der neue Hauptsponsor wurde. In den Folgejahren konnten einige neue Talente wie Hans-Georg Bürger oder Markus Höttinger verpflichtet werden, die für internationale Erfolge sorgten.
Anfang der 1980er-Jahre konnte GS-Tuning sich durch die Sponsorschaft von BASF mit dem BMW M1 in der Procar-Serie engagieren, die als Vorprogramm zu den damaligen Formel-1-Rennen ausgetragen wurde. In der DRM wurde 1980 durch Hans Heyer (der bei Zakspeed überraschend durch Klaus Ludwig ersetzt worden war) und Domingos Piedade eine Zusammenarbeit mit der Rennabteilung von Lancia arrangiert, die den Lancia Beta Montecarlo in der Gruppe-5-Version bereits für die Marken-Weltmeisterschaft fertig entwickelt hatten – wobei die Italiener zur Bedingung machten, dass ein DRM-Team maximal 4 Stunden von Turin entfernt beheimatet sein dürfe.
Da hierfür als bewährte DRM-Größe eigentlich nur GS-Tuning wegen des Standorts Freiburg in Frage kam, wurde man schnell mit Gerhard Schneider einig, der dann mit Hans Heyer und dem Sponsor Fruit of the Loom sehr erfolgreich war und mit dieser Kombination dann 1980 endlich der Titel gewonnen werden konnte.

Da jedoch der Geschäftsverlauf zunehmend stagnierte, wurden die einzelnen Sparten der Gerhard Schneider KG nach und nach aufgelöst, bis der Betrieb 1988 ganz eingestellt und das Unternehmen liquidiert wurde. Der größte Teil der Rennsportabteilung wurde von Walter Brun übernommen, kleinere Posten auch an Privatleute verkauft. Heute stellen Teile mit GS-Schriftzug gesuchte Sammlerobjekte dar.

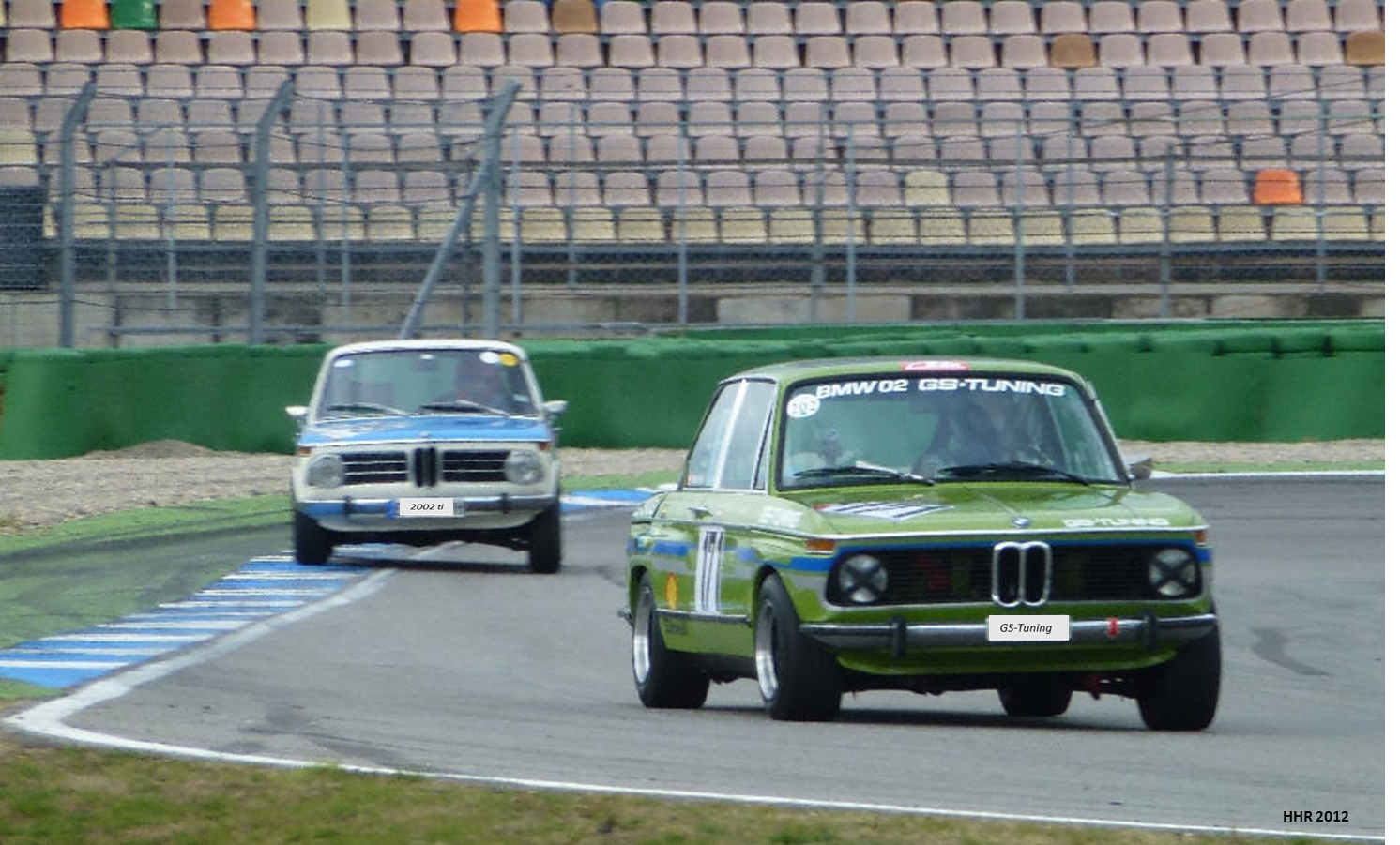
BMW 02 von GS-Tuning und BMW 2002 ti in Hockenheim 2012

## Ergebnisse

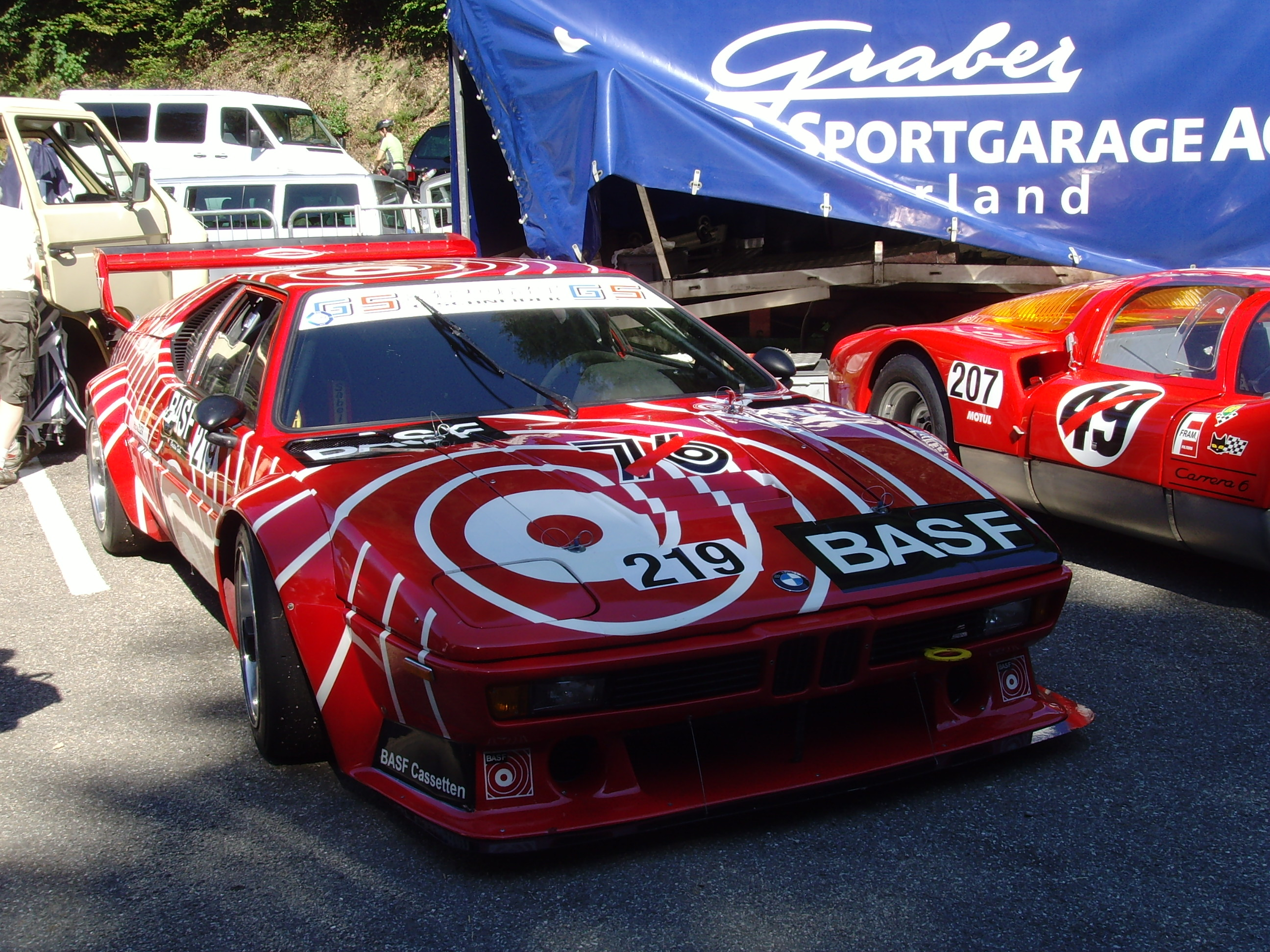
BMW M1 von GS-Tuning für die Procar-Serie

Die meisten Siege wurden auf BMW und Lancia im T2.0- und Gruppe 5-Reglement der Deutschen Rennsport-Meisterschaft errungen.

### Siege in der Deutschen Rennsport-Meisterschaft
| Jahr | Rennen        | Fahrzeug                     | Fahrer             |
| ---- | ------------- | ---------------------------- | ------------------ |
| 1972 | Diepholz      | BMW 2002 TI                  | Dieter Basche      |
| 1973 | Mainz-Finthen | BMW 2002 TI                  | Dieter Basche      |
| 1973 | Hockenheim    | BMW 2002 TI                  | Hans-Joachim Stuck |
| 1974 | Mainz-Finthen | BMW 2002 TI                  | Jörg Obermoser     |
| 1974 | Hockenheim    | BMW 2002 TI                  | Jörg Obermoser     |
| 1975 | Norisring     | BMW 2002 TI                  | Jörg Obermoser     |
| 1976 | Nürburgring   | BMW 2002 TI                  | Jörg Obermoser     |
| 1978 | Nürburgring   | BMW 320i                     | Markus Höttinger   |
| 1978 | Mainz-Finthen | BMW 320i                     | Markus Höttinger   |
| 1978 | Zolder        | BMW 320 Turbo                | Markus Höttinger   |
| 1979 | Hockenheim    | BMW 320 Turbo                | Markus Höttinger   |
| 1980 | Hockenheim    | Lancia Beta Montecarlo Turbo | Hans Heyer         |
| 1980 | Mainz-Finthen | Lancia Beta Montecarlo Turbo | Hans Heyer         |
| 1981 | Wunstorf      | BMW M1                       | Helmut Henzler     |
| 1981 | Norisring     | Lancia Beta Montecarlo Turbo | Hans Heyer         |
| 1981 | Nürburgring   | Lancia Beta Montecarlo Turbo | Hans Heyer         |